# Eleccions presidencials de Cap Verd de 1996
Les eleccions presidencials de Cap Verd de 1996 van tenir lloc a Cap Verd el 18 de febrer de 1996. Només es va presentar un sol candidat, el president sortint António Mascarenhas Monteiro del Moviment per la Democràcia. Fou reelegit amb un 92,1% dels vots. La participació fou del 43,5%.

## Resultats
| Candidats                       | Partit                          | Vots    | %    |
| ------------------------------- | ------------------------------- | ------- | ---- |
| António Mascarenhas Monteiro    | Moviment per la Democràcia      | 81.821  | 92,1 |
| En contra                       | En contra                       | 7.012   | 7,9  |
| Nuls/en blanc                   | Nuls/en blanc                   | 1,884   | –    |
| Total                           | Total                           | 90.177  | 100  |
| Votants registrats/participació | Votants registrats/participació | 207.146 | 43,5 |
| Font: Nohlen et al.             |                                 |         |      |